# Rússia del nord
La Rússsia del nord, Extrem Nord o Regió del Nord (en rus: Крайний Север, Дальний Север, que vol dir "Nord llunyà") designa en principi, el territori de la Rússia europea situat entre la frontera escandinava i les muntanyes Urals en aquest cas correspon aproximadament a la Regió econòmica del Nord de Rússia. Tanmateix l'any 2007 la Duma estatal, o parlament rus, va establir un llistat sota el nom de “Les regions de l'Extrem Nord i territoris equivalents de Rússia” que també garanteixen unes compensacions econòmiques pels treballadors d'aquestes zones de clima extrem (dividides entre zones "d'extrem discomfort" i "d'absolut discomfort"). En aquest llistat també s'inclouen parts asiàtiques de Rússia:

Oblast d'Arkhànguelsk
Oblast d'Irkutsk
Krai de Каmtxatka
República de Carèlia
República de Komi
Krai de Кrasnoiarsk
Oblast de Маgadan
Oblast de Мúrmansk
Oblast de Sakhalín
República de Tuva
Okrug autònom Iamalo-Nenets
Krai de Khabarovsk
Okrug autònom de Txukotka
República de Sakhà

## Història
Rússia del nord (en el sentit de només la part nord de la Rússia europea) fou administrada per governs blancs autònoms del 1918 al 1920

## Administració Provisional de la Regió del nord (agostdel1918)
El 6 de març de 1918 forces de l'Entente van desembarcar a Múrmansk. L'agost de 1918 van desembarcar tropes aliades a Arkhànguelsk, sota el comandament del General Pool per part dels britànics, de Noulance per part dels francesos, de Francis per part dels americans i De la Torreta per part dels italians. Les forces de suport rus estaven sota el comandament del capità Txaplin. El 2 d'agost es va crear el govern suprem d'administració de la regió nord (VUSO) dirigit pel socialista Nikolai Txaikovski, amb seu a Múrmansk. Se li dona a aquest govern el nom de "Govern del Renaixement Rus". La bandera que va utilitzar fou la tricolor nacional. Aquest govern dominava la Península de Kola, dos terços de Carèlia (al nord) i la rodalia d'Arkhànguelsk (al Sud fins a Senkursk i Plesetsk, a l'est fins al país Komi, i a l'oest fins a Finlàndia.
El 6 de setembre de 1918 el comandant de les forces militars del VUSO G. Txaplin va arrestar als membres del govern, si bé foren alliberats gràcies a la intervenció de l'americà D. Francis.

## Govern Provisional de la regió del nord (setembredel1918)
El 28 de setembre del 1918 Txaikovski va formar un nou govern anomenat "Govern provisional de la regió nord" (VPSO). Va utilitzar la mateixa bandera. El pavelló naval d'aquest govern fou l'antic pavelló rus, blanc amb la creu de Sant Andreu blava.
El 30 d'abril de 1919 el VPSO va reconèixer al Suprem poder del govern de Kolchak, que tenia el suports dels aliats. Kolchak va fracassar rotundament i va començar a recular. A la tardor del 1919 les forces aliades es van retirar d'Arkhànguelsk
El 10 de setembre de 1919 Kolchak va dissoldre el VPSO i va designar al General Evgeni Miller como cap del area. El febrer de 1920 els aliats van evacuar Múrmansk.

## Conferència d'assemblees locals (febrerdel1920)
El 7 de febrer de 1920 Miller va assumir la direcció d'un govern anomenat Govern de la conferència d'assemblees locals Zemsko-Gorodskoe Soveshtshanie. Aquest govern va fugir el 19 de febrer de 1920 i el 7 de març de 1920 els bolxevics van assumir tot el poder a Arkhànguelsk i Múrmansk.